# 宇治 (砲艦・初代)
宇治（うじ、旧仮名:うぢ）は、日本海軍の砲艦。
艦名は河川の名前で京都の「宇治川」から採用された。

## 計画
第二期拡張計画で建造予定の艦艇の中に明治35年(1902年)度から3年間で建造予定の水雷砲艦2隻があったが、駆逐艦の進歩によって1901年(明治34年)の時点で水雷砲艦自体の価値が下がっていた。
また清国、韓国での居留人民保護の任務の艦が将来的に更に必要とされることが明らかであり、同年1月25日に水雷砲艦2隻の建造取り止めと、その予算で巡洋艦1隻、浅喫水砲艦1隻の製造が上申された。
同年3月1日付けで水雷砲艦2隻の建造取り止めと三等巡洋艦1隻、浅喫水砲艦1隻の建造が決まった。
この時点での浅喫水砲艦の建造予算は269,828.09円を予定していた。

## 艦型
河川用浅喫水砲艦として艦政局造船課が設計した。
当時各国が清国沿岸への派遣用に建造した浅吃水の砲艦を日本海軍も倣った最初の艦で、日本での以後の河用砲艦のさきがけの艦である。
ただし後の河用砲艦より吃水が深くて純粋な河用砲艦とは言いがたく、また外海の航洋艦と比較しては吃水が浅く、長江下流域の運用に適した艦といえる。
外観は1本マストに1本煙突の独特な艦型をしていた。

### 機関
機関は艦政本部第4部が設計した。
主機は直立3気筒3段レシプロ2基で高圧筒直径は280mm、中圧筒直径445mm、低圧筒直径710mm、行程458mm。
本体は鋳鋼製で低圧筒のみに内嵌筒を用いた。
送風機は主機の低圧滑頭栓から動力を得るエドワード式のもの、送水機は主機から独立した直立単気筒動力による直径22.5 in (570 mm)の遠心式を2台、給水機も主機から独立していた。
1902年(明治35年)4月2日製造開始、1903年(明治36年)4月20日竣工。
ボイラーは艦本式ボイラー2基、蒸気圧力は210 psi (1,400 kPa)。
1902年(明治35年)6月11日製造開始、1903年(明治36年)5月20日竣工。
推進器は鎕製3翼グリフィス型2軸、直径1.800m、ピッチ2.250m。

### 艤装
マストは1本で、頂部までの高さは水線から19.400 m。
下部 (ロアーマスト) は最大直径400 mmの鋼製、上部 (トップマスト) はオレゴン産松材だった。
舵は半平衡舵1枚、面積3.956平方メートル。
主錨は825.6 kgのストックレス型2基、副錨 (sheet anchor) はストック型で784 kg1基と785 kg1基、小錨 (kedge anchor) はストック型で207 kg1基と111 kg1基を装備した。
錨鎖は直径32mm、長さ182.8mを2本。
大きさ5+1⁄2 in (140 mm)の海水ポンプ2台、4+1⁄2 in (110 mm)の海水ポンプ1台、4+1⁄2 in (110 mm)の清水ポンプ1台の計4台のポンプを装備した。

### 兵装
砲熕兵装は12ポンド速射砲(40口径安式3インチ砲)3門、12ポンド短速射砲(陸上砲架)1門、マキシム機砲3門の装備が計画された。
12ポンド砲弾は1門当たり200発とされた。
50cm探照灯1基、80V100A発電機1基を装備した。
無線電信機も1組装備した。

### 乗員
「平賀譲デジタルアーカイブ」の資料によると計画乗員は86人。
「アジア歴史資料センター」の公文書によると当初計画での乗員は88人だったが、1901年(明治34年)6月14日に計画乗員は91人に変更された。

### 公試成績
建造時の速力公試は1903年(明治36年)7月17日から24日まで行われ、この時の排水量は640.896仏トン、平均吃水2.100m。
成績は以下の通り。
| 種類            | 回転数     | 出力      | 速力         | 推進器効率 |
| --------------- | ---------- | --------- | ------------ | ---------- |
| 強圧通風全力    | 246.44 rpm | 1,021 IHP | 13.00ノット  | 27.48 %    |
| 自然通風全力    | 215.06 rpm | 661 IHP   | 12.234ノット | 21.04 %    |
| 自然通風全力4/5 | 206.02 rpm | 576 IHP   | 12.078ノット | 19.33 %    |
| 自然通風全力3/5 | 183.89 rpm | 406 IHP   | 11.014ノット | 17.61 %    |
| 自然通風全力2/5 | 156.68 rpm | 257 IHP   | 9.708ノット  | 14.99 %    |
| 自然通風全力1/5 | 124.10 rpm | 135 IHP   | 7.720ノット  | 15.41 %    |
| 10ノット航行    | 186.14 rpm | 428 IHP   | 10.641ノット | 22.18 %    |

また続行試験の成績は以下の通り。
| 種類                | 回転数 | 出力       | 速力         | 推進器効率 |
| ------------------- | ------ | ---------- | ------------ | ---------- |
| 自然通風全力(6時間) |        | 671.10 IHP | 12.219ノット |            |
| 10カイリ(2時間)     |        | 427.98 IHP | 10.641ノット |            |

## 艦型の変遷

### 特定修理
1912年 (大正元年) 12月から特定修理(大修理)工事に着手、
1913年 (大正2年) 3月まで工事を行った。
3月3日に修理運転公試を行い、標柱間試験で速力12.95ノット、出力999馬力、回転数241rpmを出した。

### 兵装の変遷
1912年 (明治45年/大正元年) の兵器簿によると主砲の名称は四十口径安式三吋砲、高角砲は同一砲用高脚砲架に搭載の形になっている。

1920年 (大正9年) 時点での砲熕兵装は安式8cm砲4門、陸式機砲1挺、麻式6.5mm機砲3挺だった。

1923年 (大正12年) 時点での砲熕兵装は1920年時と同じ。

1931年 (昭和6年) 時点での砲熕兵装は短8cm高角砲1門、安式8cm砲3門、留式機銃2挺、三年式機銃3挺だった。

### 最終時
最終時の兵装は以下の通り。

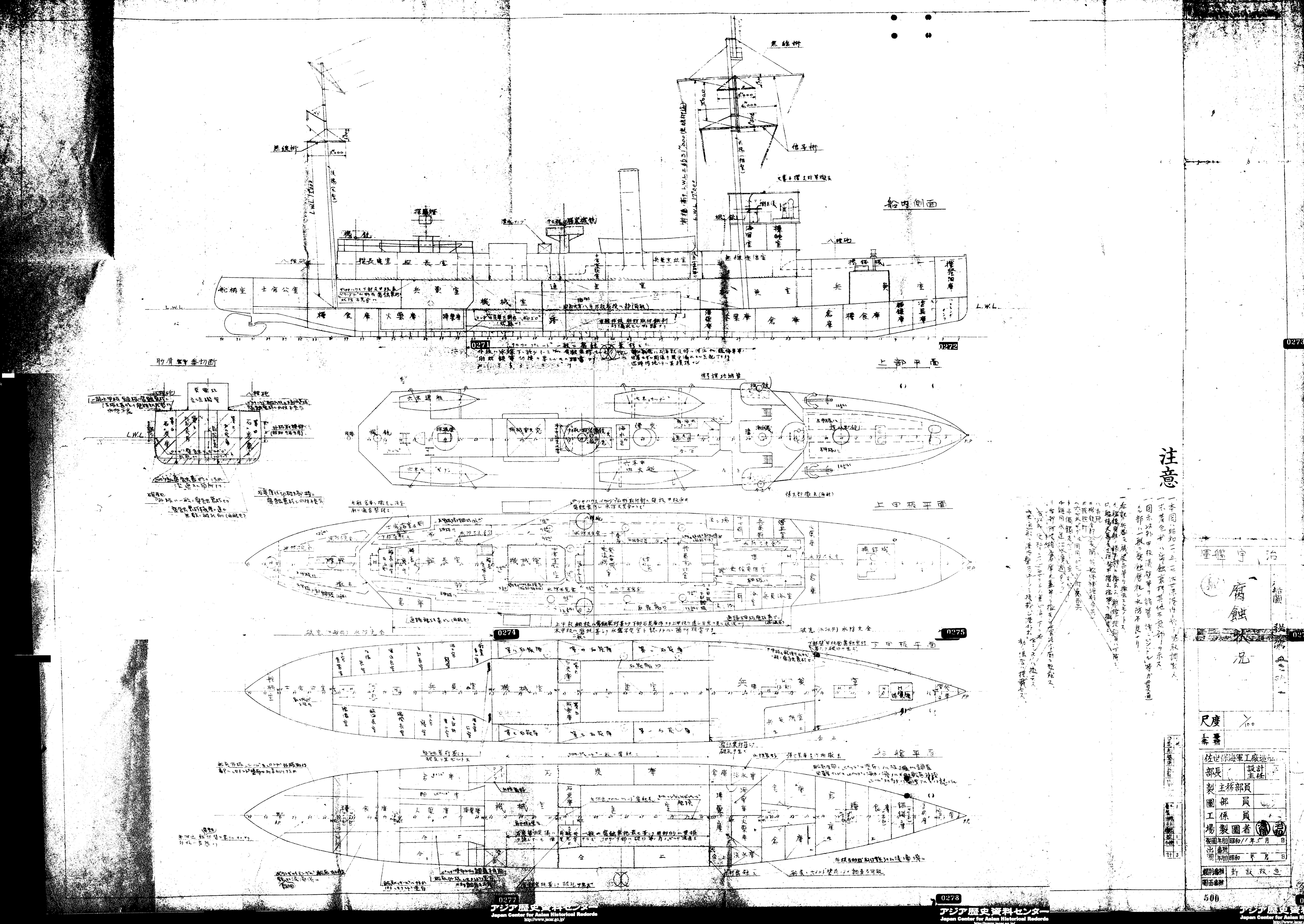
軍艦宇治腐食状況図

- 短8cm砲(もしくは短8cm高角砲[36]):船首楼に1門
- 8cm砲:上甲板左右舷側に各1門、艦尾に1門の計3門
- 13mm連装機銃:船体中央に機銃台を設けて1基2挺
- 機銃(三年式機銃[36]):艦橋左右舷側に各1挺、後部マスト直前に1挺の計3挺
- 探照灯:艦後方に探照灯台を設け1基
- 測距儀:艦橋に1基

最終時の搭載艇は7 mカッター1隻、6 m内火艇1隻、6 m通船1隻、6.7 mギグ1隻の計4隻を搭載した。
メインマストの高さは信号桁までL.W.Lから17.000 m、最上部の無線桁までが約31.000 m。
また後部マストが追加されていた。

### 潜水艦母艇
定員は士官3名、特務士官1名、准士官1名、下士官7名、兵34名 (計46名) とされた。

## 艦歴

### 建造
1901年(明治34年)4月26日に浅喫水砲艦1隻を佐世保海軍造船廠で至急製造するよう、佐世保鎮守府宛てに訓令が出された。
この時点での製造予算(兵器費を除く)は明治34年度から明治35年度の2年間で262,990.000円、
兵器費は同年度の2年間で95,230.000円だった。
当時の佐世保海軍造船廠では設備がまだ充実しておらず、職工の確保も苦労していた。また艦船修理工事も他の造船廠と同様にあったために
佐世保での該艦の竣工は1904年(明治37年)10月30日が予定された。
2年間での至急建造を計画していた海軍はこの竣工予定に不満であり、
1902年(明治35年)3月8日付けで呉海軍造船廠での建造に変更された。
呉での建造で1903年(明治36年)7月までに竣工する見込みとなった。
1902年9月1日、浅喫水砲艦は呉海軍造船廠(の第一船台)で起工した。
1903年(明治36年)3月14日に進水式が行われ、浅喫水砲艦は「宇治」と命名、
命名書「明治三十五年九月此ノ浅喫水砲艦ノ構造ヲ始メ今ヤ艦體ノ成ルヲ告ゲ宇治ト命名セラル」
「宇治」は9時30分に進水した。
進水式には侍従武官井上良智が派遣された。
また同日に「宇治」は二等砲艦に類別された。
「宇治」は同年8月11日に竣工した。

### 竣工後
同年(1903年)9月30日に玉之浦を出港し
南清警備に従事、以後1935年(昭和10年)までのほとんどを海外での警備任務に従事した。
「宇治」は翌1904年(明治37年)2月10日に玉之浦に帰国した。

### 日露戦争
日露戦争に従軍。
1904年2月18日に長崎を出港し、
南満洲・朝鮮北部沿岸警備に従事、
翌1905年(明治38年)1月25日に呉軍港に帰国した。
また同年の樺太作戦に参加した。
4月11日に郷ノ浦を出港し、6月26日に大湊に一時寄港。
7月6日に鷲泊 (礼文島) を出港し、7月30日に稚内に一時寄港。
8月9日に小樽を出港し、12日に小樽に帰国した。

### 南清警備
同年(1905年)12月27日に玉之浦を出港し南清警備に従事、
1906年(明治39年)6月9日に玉之浦に帰国した。
同年7月29日に同地を出港、
1907年 (明治40年) 4月19日に奈摩浦に帰国した。
同年6月8日に玉之浦を出港、
翌1908年 (明治41年) 5月20日に唐津に帰国した。
同年10月3日に荒川を出港、
翌1909年 (明治42年) 8月3日に馬公に帰国した。
9月1日に基隆を出港、
12月6日に呉に帰国した。
翌1910年 (明治43年) 1月26日に荒川を出港、
2月25日に馬公に帰国した。
4月13日に基隆を出港、
翌1911年 (明治44年) 6月26日に馬公に帰国した。
同6月29日に馬公を出港、
7月19日に馬公に帰国した。
8月15日に馬公を出港、
翌1912年 (明治45年) 7月26日に馬公に一時帰国した。
同年(大正元年)8月12日に馬公を出港、
11月14日に佐世保に帰国した。
同年11月9日付けで特定修理工事の着工が認許され、
12月1日に工事着手、
1913年(大正2年)3月まで大修理(特定修理)を行った。
同年(1913年)3月21日に佐世保を出港し、南清警備任務に従事した。
同年3月27日に崇明島北側水道を測量中、午後4時35分に艦首が坐洲した。
満潮近くで潮の引いている時間であったため、そのままで待機し、次の満潮となる翌28日午前4時30分に無事離洲した。
船体の損傷等は特に無く、その後は測量任務を継続した。

### 第一次世界大戦
同年8月23日に日本は第一次世界大戦に参戦、
「宇治」は青島攻略戦に参加、南シナ海警備に従事し、
11月17日に佐世保に帰国した。

### 中国警備
同年 (1914年) 
12月17日に「熊野丸」と共に佐世保を出港、
18日10時時点で神浦に停泊(「熊野丸」はそのまま青島へ)、
12月19日に神浦(神ノ浦)を出港し
青島に向かった。
「宇治」は12月22日10時の時点で青島に停泊しており、
以後中国方面の警備に従事した。
翌1915年 (大正4年) 7月7日に「宇治」は佐世保に帰国した。
1917年 (大正6年) 12月20日に佐世保を出港し中国警備に従事、
1919年 (大正8年) 11月8日に佐世保に一時帰国した。
1920年 (大正9年) 1月10日に佐世保を出港し、
同年10月18日に寺島水道に一時帰国した。
11月13日に佐世保を出港し、
1921年 (大正10年) 10月8日に五島列島に一時帰国した。
11月14日に佐世保を出港し、
1922年 (大正11年) 11月19日に佐世保に帰国した。
1923年 (大正12年) 12月8日に佐世保を出港し中国方面の外国鎮戌任務に従事、
翌1924年 (大正13年) 11月28日に佐世保に帰国した。
1925年 (大正14年) 8月25日に佐世保を出港し長江流域の外国鎮戌任務に従事、
翌1926年 (大正15年) 11月6日に寺島水道に帰国した。
同1926年 (昭和元年) 12月26日に佐世保を出港し温州方面の外国鎮戌任務に従事、
翌1927年 (昭和2年) 1月4日に馬公に帰国した。

### 台湾在勤
同日 (1927年1月4日) から台湾在勤任務を行った。
1月10日に馬公を出港し、	油頭・広州・香港の外国鎮戌任務に従事、
5月17日に馬公に帰国した。
同年6月4日に馬公を出港し、廈門・香港・広州の外国鎮戌任務に従事、
9月27日に馬公に帰国した。
同年11月3日に馬公を出港し、香港・広州・虎門の外国鎮戌任務に従事、
翌1928年 (昭和3年) 2月16日に馬公に帰国した。
同日に馬公を出港し、香港・油頭の外国鎮戌任務に従事、
2月27日に馬公に帰国した。
同年4月24日に馬公を出港、
日中戦争による戦地勤務を行った。
9月24日馬公を出港し、

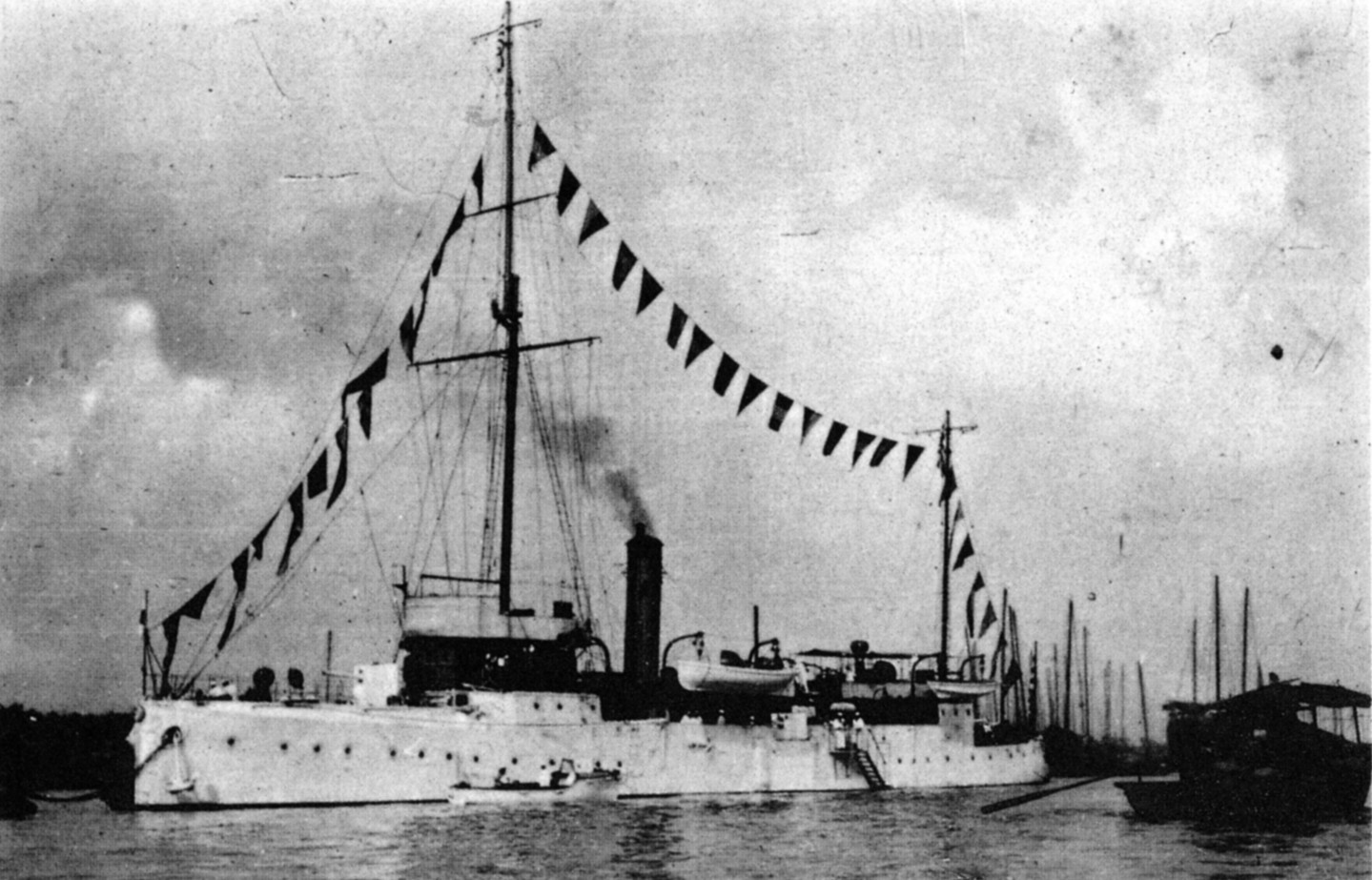
昭和天皇即位により満艦飾を行う「宇治」(1928年11月10日、広州)。外舷は白色、上甲板以上は黄色で当時の在支艦隊の標準色。

9月26日から11月16日まで支那擾乱地勤務に従事、11月16日以降は外国鎮戌に変更された。
「宇治」は翌1929年 (昭和4年) 4月24日に馬公に帰国した。
同年5月23日に馬公を出港しバイアス湾での外国鎮戌任務に従事。
翌1930年 (昭和5年) 4月23日に馬公に帰国した。
同年5月31日に馬公を出港し油頭での外国鎮戌任務に従事。
翌1931年 (昭和6年) 5月17日に馬公に帰国した。
同年5月20日に台湾在勤任務を終了、同日馬公を出港し佐世保へ向かった。
6月1日砲艦の等級が廃止され、「宇治」は(等級の無い)砲艦に類別が変更された。

### 長江流域警備
同年 (1931年) 7月28日に佐世保を出港し長江流域の外国鎮戌任務に従事した。
翌1932年 (昭和7年) の第一次上海事変において、揚子江方面の警備に従事した。
1935年 (昭和10年) 4月17日「宇治」は佐世保に帰国した。
1936年 (昭和11年) 4月1日軍艦籍を除かれた。

### その後
同日(1936年4月1日)に特務艇に編入され潜水艦母艇に類別、
佐世保防備隊附属とされた。
最小限の修理を行い、天候が良好な場合のみに行動範囲を五島列島東方海面までと限定して機材運搬や目標艦の任務に使用する予定で5月17日に船体を調査した所、予想外に老朽化が進んでいて修理費用がかさむために廃船が妥当と7月14日に報告された。
同年8月15日に「宇治」の廃船が報告され、
同日付で特務艇類別等級表の潜水艦母艇の欄から削除された。
1937年（昭和12年）、司法省が廃艦を購入し、長崎刑務所大村海上刑務支所とした。

## 艦長
※『日本海軍史』第9巻・第10巻の「将官履歴」及び『官報』に基づく。階級は就任時のもの。
- 金子満喜 少佐：1903年7月21日 - 1905年12月12日
- 菅晳一郎 少佐：1905年12月12日 - 1906年7月6日
- 原口房太郎 少佐：1906年7月6日 - 1907年10月31日
- 古川弘 少佐：1907年10月31日 - 1908年8月15日
- 関田駒吉 少佐：1908年8月15日 - 1910年4月1日
- 豊島二郎 少佐：1910年4月1日 - 1912年1月22日
- 藤村昌吉 少佐：1912年1月22日 - 12月1日
- 青木董平 少佐：1912年12月1日 - 1914年5月27日
- 江副九郎 少佐：1914年5月27日 - 不詳
- 園田繁喜 少佐：不詳 - 1916年7月7日
- 鈴木源三 少佐：1916年7月7日 -
- 野村与一 少佐：1917年12月1日[62] -
- 鈴木秀次 少佐：1918年12月1日[63] -
- 塩島美雄 少佐：1919年12月1日[64] - 1920年4月29日[65]
- 高橋為次郎 少佐：1920年4月29日[65] - 1921年3月9日[66]
- 柴田源一 少佐：1921年3月9日[66] - 10月25日[67]
- 塩島美雄 少佐：1921年10月25日[67] - 1922年12月1日[68]
- 皆川広之 少佐：1922年12月1日[68] - 1923年11月1日[69]
- 鈴木卓郎 少佐：1923年11月1日[69] - 1924年12月1日[70]
- 野口幸一 中佐：1924年12月1日[70] - 1926年10月15日[71]
- 南雲忠一 中佐：1926年10月15日 - 1927年11月15日
- 丹下薫二 中佐：1927年11月15日 - 1928年12月10日
- 松浦永次郎 中佐：1928年12月10日 - 1930年2月5日
- 大島四郎 中佐：1930年2月5日 - 1932年4月1日
- 森徳治 中佐：1932年4月1日 - 11月15日
- 中野勝次 中佐：1932年11月15日 - 1933年11月15日
- 森田一男 中佐：1933年11月15日[72] - 1934年11月15日[73]
- 佐伯孝二 中佐：1934年11月15日[73] -